# 1958 în film
- 1957 în cinematografie — 1958 în cinematografie — 1959 în cinematografie

## Premiere
- The Power of the Resurrection

## Filmele cu cele mai mari încasări
| #   | Titlu                        | Studio                | Regizor(i)        | Actori principali                                                                                          | Încasări    |
| --- | ---------------------------- | --------------------- | ----------------- | --- | ----------- |
| 1.  | South Pacific                | 20th Century Fox      | Joshua Logan      | Mitzi Gaynor, Rossano Brazzi, John Kerr, Ray Walston, Juanita Hall, France Nuyen, Russ Brown               | $16,300,000 |
| 2.  | Auntie Mame                  | Warner Bros. Pictures | Morton DaCosta    | Rosalind Russell, Forrest Tucker, Coral Browne, Roger Smith, Peggy Cass                                    | $9,100,000  |
| 3.  | Cat on a Hot Tin Roof        | Metro-Goldwyn-Mayer   | Richard Brooks    | Elizabeth Taylor, Paul Newman, Burl Ives, Judith Anderson, Jack Carson, Madeleine Sherwood                 | $7,800,000  |
| 4.  | No Time for Sergeants        | Warner Bros. Pictures | Mervyn LeRoy      | Andy Griffith, Myron McCormick, Murray Hamilton, Nick Adams, Don Knotts                                    | $7,500,000  |
| 5.  | Gigi                         | Metro-Goldwyn-Mayer   | Vincente Minnelli | Leslie Caron, Louis Jordan, Hermione Gingold, Maurice Chevalier, Isabel Jeans, Eva Gabor, Jacques Bergerac | $6,700,000  |
| 6.  | The Vikings                  | United Artists        | Richard Fleischer | Kirk Douglas, Tony Curtis, Janet Leigh, Ernest Borgnine, James Donald, Alexander Knox, Frank Thring        | $6,000,000  |
| 7.  | Vertigo                      | Paramount Pictures    | Alfred Hitchcock  | James Stewart, Kim Novak, Barbara Bel Geddes                                                               | $5,306,000  |
| 8.  | The Young Lions              | 20th Century Fox      | Edward Dmytryk    | Marlon Brando, Montgomery Clift, Dean Martin, Hope Lange, May Britt, Maximilian Schell                     | $4,480,000  |
| 9.  | Some Came Running            | Metro-Goldwyn-Mayer   | Vincente Minnelli | Frank Sinatra, Dean Martin, Shirley MacLaine, Martha Hyer, Arthur Kennedy, Nancy Gates                     | $4,442,000  |
| 10. | The Sheriff of Fractured Jaw | 20th Century Fox      | Raoul Walsh       | Kenneth More, Jayne Mansfield, Bruce Cabot, Henry Hull                                                     | $4,410,000  |

(*) După relansarea cinematografică

## Premii

### Oscar
- Cel mai bun film:
- Cel mai bun regizor:
- Cel mai bun actor:
- Cea mai bună actriță:
- Cel mai bun film străin:

Articol detaliat: Oscar 1958

### BAFTA
- Cel mai bun film:
- Cel mai bun actor:
- Cea mai bună actriță:
- Cel mai bun film străin: